# Stempellinella coronata
Stempellinella coronata är en tvåvingeart som beskrevs av Inoue, Kawai och Imabayashi 2004. Stempellinella coronata ingår i släktet Stempellinella och familjen fjädermyggor. Inga underarter finns listade i Catalogue of Life.